# Maria Aliete Galhoz
Maria Aliete Farinho das Dores Galhoz GOIH (Boliqueime, Loulé, 1929 — Loulé, 20 de Setembro de 2020) foi uma poetisa, ensaísta e investigadora literária portuguesa. Licenciada em Filologia Românica pela Universidade de Lisboa, foi professora do ensino secundário durante dezanove anos. Investigadora do INIC, publicou um Romanceiro Popular Português, em dois volumes (vol. I, Romances Tradicionais, 1987; vol. II, Romances Religiosos e Cantigas Narrativas, 1988).

## Biografia
Nasceu em Vale Judeu, estudou no Liceu de Faro e licenciou-se em Filologia Românica pela Faculdade de Letras da Universidade de Lisboa. Terminado o curso iniciou uma carreira como professora do ensino secundário, que manteve durante 19 anos. Contudo, repartiu a sua actividade entre o estudo da literatura popular, sobretudo de transmissão oral - portuguesa, brasileira e de expressão hispânica -, e os estudos sobre Mário de Sá Carneiro, Fernando Pessoa e o Orpheu. Prefaciou a reedição de Orpheu 1, de Orpheu 2 e de Céu em Fogo de Mário de Sá Carneiro. Afirmou-se como editora literária, poeta, ensaísta e professora, deddicando-se à pesquisa de literatura popular portuguesa, tema sobre o qual publicou múltiplos estudos.
Foi investigadora no Centro de Tradições Populares Portuguesas da Universidade de Lisboa. Participou com comunicações em inúmeros encontros literários, seminários e colóquios, designadamente nas áreas dos estudos pessoanos e da literatura de transmissão oral. Tem vasta colaboração com ensaios críticos em actas de congressos e publicações periódicas como Colóquio-Letras, Boletim de Filologia do Centro de Estudos Filológicos, O Tempo e o Modo, Nova Renascença, página literária do Diário de Notícias e suplemento "Cultura e Arte" de O Comércio do Porto. Era membro da Associação Portuguesa de Escritores, da Sociedade da Língua Portuguesa, da Associação Internacional de Lusitanistas, da Associação Internacional de Críticos e da Associação Internacional de Literatura Comparada. Autora da nota a "Portel,  Terra Transtagana" Poemas de Francisco Padeira, edição da Junta de Freguesia de Portel.
Fez a recolha e transcrição de textos da primeira versão impressa do Livro do Desassossego, de Fernando Pessoa. É responsável pela organização, texto introdutório e notas de diversas edições brasileiras da Obra Poética de Pessoa. Organizou, em 1985, uma antologia de Fernando Pessoa na colecção Poetas da Editora Presença. Publicou o seu primeiro livro de poesia, Poeta Pobre, em 1960, e o primeiro livro de ficção, Não Choreis Meus Olhos, em 1971.
O seu contributo para a valorização do património oral do concelho de Loulé foi grande, tendo publicado, entre outras obras, a Memória Tradicional de Vale Judeu (1996), Memória Tradicional de Vale Judeu II (1998) e Romanceiro do Algarve (2005). Colaborou igualmente na edição de Povo, Povo, Eu te pertenço, de Filipa Faísca, em 2000, bem como num conjunto de volumes subordinados ao tema Património Oral do Concelho de Loulé, em parceria com Idália Farinho Custódio e Isabel Cardigos.
Sobre a sua poesia afirma Luiz Fagundes Duarte: "conjuga formas tradicionais de poesia popular com recursos imagéticos e discursivos próprios da poesia culta e refinada, o que tem como resultado a produção de um ritmo altamente melódico e até encantatório...".
Faleceu a 20 de setembro de 2020, aos 91 anos de idade. Em sequência da sua morte, a Universidade do Algarve, que lhe havia concedido o grau de Doutora Honoris Causa, decretou três dias de luto académico.
Parte do espólio de Maria Aliete Galhoz encontra-se no Arquivo de Cultura Portuguesa Contemporânea da Biblioteca Nacional de Portugal. 

## Reconhecimento
Foi distinguida com: 
- Medalha Municipal de Mérito – Grau Prata do Município de Loulé, em 1994. 
- A 4 de novembro de 1996 o título de Doutora Honoris Causa pela Universidade do Algarve(1996)
- Em 18 de maio de 1999, foi agraciada com o grau de grande-oficial da Ordem do Infante D. Henrique.

## Obras
Entre as suas obras encontram-se: 
- Poeta pobre (1960)
- Fernando Pessoa oú une rencontre en poésie (1961)
- Acto da primavera : decima quinta das matinais esquecidas (1967)
- Não choreis, meus olhos (1971)
- Fernando Pessoa (1985)
- Une note de plus pour l'étude du petit corpus de chansons parallélistiqes de Marmelete  (1987)
- Figuração, função e simbólica do diabo no auto popular "Auto da alma perdida"  (1988)